# Верхньощелепна артерія
Верхньощелепна артерія (лат. arteria maxillaris) — парна кровоносна судина та друга за величиною кінцева гілка зовнішньої сонної артерії. Вона проходить медіально від гілки нижньої щелепи.

## Топографія
Верхньощелепна артерія бере початок медіально від шийки нижньої щелепи, звідки йде вгору і вперед, проходить у підскроневій ямці, потім у крилопіднебінній ямці, де розгалужується на термінальні гілки.

## Відділи артерії
Верхньощелепна артерія поділяється на 3 відділи: перший або верхньощелепний розташований позаду шийки нижньої щелепи, другий або крилоподібний розташований в підскроневій ямці і третій або крилопіднебінний проходить у крилопіднебінній ямці.

### Верхньощелепний відділ
У цьому відділі верхньощелепна артерія розгалужується на такі гілки:
- Нижня альвеолярна артерія (a. alveolaris inferior) — проходить у каналі нижньої щелепи та кровопостачає зуби та ясна. Термінальний відділ цієї гілки — підборідна артерія (a. mentalis), виходить через підборідний отвір та кровопостачає м'язи і шкіру підборіддя та нижньої губи.
- Глибока вушна артерія (a. auricularis profunda) кровопостачає скронево-нижньощелепний суглоб, структури зовнішнього слухового проходу та барабанну перетинку.
- Середня менінгеальна артерія (a. meningea media) — входить через остистий отвір до порожнини черепа і розгалужується у твердій мозковій оболоні в середній черепній ямці. Середня менінгеальна артерія є найбільшою судиною, що кровопостачає тверду мозкову оболону. Розгалужується на верхню барабанну артерію (a. tympanica superior).
- Передня барабанна артерія (а. tympanica anterior) — входить до слизової оболонки барабанної порожнини через кам'янисто-барабанну щілину скроневої кістки.

### Крилоподібний відділ (Підскроневий відділ)[3]
У крилоподібному відділі артерія прямує косо вперед і вгору під гілкою нижньої щелепи та поверхневій (іноді глибокій частині) частині латерального крилоподібного м'яза, проходячи далі між ділянками прикріплення цього м'яза та входить до крилопіднебінної ямки.
В другому відділі верхньощелепної артерії визначають наступні гілки:
- Верхня задня коміркова артерія (a. alveolaris superior posterior) — ця судина проходить через отвори горбка верхньої щелепи та кровопостачає великі кутні зуби та слизову оболонку верхньощелепної (гайморової) пазухи.
- Жувальна артерія (а.masseterica)
- Крилопіднебінні гілки (r. pterygoidei)
- Глибокі скроневі артерії
- Щічна артерія (a. buccalis)

### Крилопіднебінний відділ
У третьому відділі верхньощелепної артерії визначають 3 гілки:
- Підочноямкова артерія (a. infraorbitalis) — ця судина проходить через нижню очноямкову щілину, потрапляє до очної ямки, йде по борозні та нижньоочному каналі, звідки на лице. Після чого розгалужується на термінальні гілки та кровопостачає шкіру і м'язи верхньої губи, щоки, носа, нижньої повіки. Підочноямкова артерія формує анастомози з гілками лицевої артерії; в підочноямковому каналі від підочноямкової артерії відходять:
  - Передні коміркові артерії (aa. alveolares superiores anteriores), що кровопостачають верхні зубів і ясна;
  - Клинопіднебінна артерія (a. sphenopalatine) — кровопостачає слизові оболонки носа.
- Низхідна піднебінна артерія (a. palatina descendens), ця судина проходить через великий піднебінний канал і кровопостачає тверде та м'яке піднебіння. Від артерії відходить артерія крилоподібного каналу (a. canalis pterygoidei), що кровопостачає верхню частину глотки та слухової труби.